# 新潟県立寺泊高等学校
新潟県立寺泊高等学校（にいがたけんりつてらどまりこうとうがっこう、英: Niigata Prefectural Teradomari High School）は、かつて新潟県長岡市寺泊烏帽子平にあった県立高等学校。新潟県立与板高等学校と統合して新潟県立正徳館高等学校となり、2007年（平成19年）3月末に閉校した。

## 沿革
- 1949年（昭和24年）4月1日 - 新潟県立与板高等学校寺泊分校（定時制）として開校。
- 1971年（昭和46年）4月1日 - 定時制から全日制へ改組。
- 1980年（昭和55年）2月28日 - 現校舎竣工。
- 1986年（昭和61年）4月1日 - 新潟県立与板高等学校から独立、新潟県立寺泊高等学校となる。
- 2005年（平成17年）4月1日 - 新潟県立正徳館高等学校が開校、募集停止。
- 2006年（平成18年）11月11日 - 閉校記念式典挙行。
- 2007年（平成19年）
  - 3月10日 - 最後の卒業式挙行。
  - 3月31日 - 閉校。